# Čarda
Reč čarda je kovanica koja otiče iz persijskog jezika i arapskog jezika. Kovanica čarda je nastala spajanjem persijske reči čar što znači broj četiri arapske reči tak što znači stub, i označava nastrešnicu na četiri stuba. 
Da bi se odbranili od Turaka, u Austrougarskoj monarhiji je, duž Dunava, izgrađen veliki broj čardaka sa kojih su osmatrači upozoravali na opasnost od neprijatelja. Docnije se, u mađarskom jeziku, u reči čardak izgubilo zadnje slovo i tako nastade čarda.
Čarde su se još od Srednjeg veka na našim prostorima nalazile na drumovima i pored reka i bile su svratište za odmor i okrepljenje. Čarde duž puteva izgubile su nekadašnji značaj zbog brzine putovanja, ali su zato sve atraktivnije one na Dunavu. Inače, reč čarda se danas koristi samo u mađarskom i srpskom jeziku.
Danas čarde na Dunavu generišu sve veći broj turista i doprinose razvoju lokalnog turizma u nerazvijenim opštinama u Srbiji. 
Duž toka Dunava u Srbiji, po jedna čarda je smeštena na svakih pet kilometara. Tačnije, na 588 kilometara Dunava kroz Srbiju ima više od 100 čardi.
1. ↑  Stefanović, Miroslav. „Oaze razbibrige i dobrog zalogaja”. Politika Online. Приступљено 2020-06-08.
2. ↑  Bosnić, Dragan (2016). Dunav - Najlepša avenija Evrope. Beograd: INTERSISTEM - Beograd. стр. 9. ISBN 978-86-772-434-9 Проверите вредност параметра |isbn=: length (помоћ).